# Thunderbolt (website)
Thunderbolt é um website independente de jogos eletrônicos que foi lançado em 20 de novembro de 2000 por Philip Morton. Thunderbolt publica resenhas, prévias e fornece cobertura sobre as principais plataformas de videogame, particularmente os consoles. O site é mantido por voluntários que residem no Reino Unido, América do Norte e Nova Zelândia, os quais já escreveram mais de 1.800 notícias e 1.500 matérias.